# San Pablo del Monte
San Pablo del Monte è un comune del Messico, situato nello stato di Tlaxcala, il cui capoluogo è la omonima località.